# Décès en janvier 1943
Décès
- 1939
- 1940
- 1941
- 1942
- 1943
- 1944
- 1945
- 1946
- 1947

Pour une information complémentaire, voir la page d'aide.

| Date       | Nom              | Pays                 | Activités                                 | Âge | Source |
| ---------- | ---------------- | -------------------- | ----------------------------------------- | --- | ------ |
| 3 janvier  | Winifred Allen   | États-Unis           | actrice américaine                        | 46  |        |
| 6 janvier  | Liddy Bacroff    | République de Weimar | Artiste et travailleuse du sexe allemande | 34  |        |
| 9 janvier  | Anathon Aall     | Norvège              | Professeur norvégien                      | 75  |        |
| 14 janvier | Georgette Hammel | France               | Résistante française                      | 44  |        |
| 18 janvier | Magosaburō Ōhara | Japon                | Homme d'affaires et philanthrope japonais | 62  |        |
| 22 janvier | Gyula Peidl      | Hongrie              | Homme d'État hongrois                     | 69  |        |